# 御道口镇
御道口镇是中华人民共和国河北省承德市围场满族蒙古族自治县下辖的一个行政建制镇。

## 行政区划
御道口乡下辖以下地区：
御道口村、桦树林村、一复兴地村和三复兴地村。